# Klyvtjärnen
Klyvtjärnen är en sjö i Mora kommun i Dalarna och ingår i Dalälvens huvudavrinningsområde. Sjöns area är 0,018 kvadratkilometer och den är belägen 445 meter över havet.